# Scleria assamica
Scleria assamica är en halvgräsart som först beskrevs av Charles Baron Clarke, och fick sitt nu gällande namn av Dinesh Mohan Verma. Scleria assamica ingår i släktet Scleria och familjen halvgräs.
Artens utbredningsområde är Assam (Indien). Inga underarter finns listade i Catalogue of Life.